# Licaenop
Els licaenops (Lycaenops) (‘cara de llop’) són un gènere extint de teràpsids de grans dimensions que probablement es movien amb les potes una mica eixancarrades (de manera similar a les sargantanes o els cocodrils). Visqué durant l'estatge faunístic Wuchiapingià, fa aproximadament 260 milions d'anys.
Feia aproximadament un metre de longitud. Se n'han trobat restes fòssils a l'Àfrica meridional, que en aquell temps era una regió temperada o fins i tot freda. Era un animal carnívor.